# Sheffield Wednesday Football Club
Lo Sheffield Wednesday Football Club, noto semplicemente come Sheffield Wednesday, è una società calcistica inglese con sede nella città di Sheffield, militante in Football League Championship, la seconda divisione del campionato inglese.
Fondato nel 1867, è tra i club professionistici più antichi del mondo; nel 1889 fu tra fondatori della Football Alliance, campionato che vinse proprio nella stagione inaugurale. Benché abbia trascorso la maggior parte della sua storia in massima serie, non vi milita più dal 2000, anno della sua più recente retrocessione in seconda divisione. Nel suo palmarès vanta la vittoria di quattro First Division, tre FA Cup, una League Cup ed un Charity Shield.
Il club ha come simbolo un gufo, da cui il soprannome di calciatori e tifosi.

## Storia

### Primi anni

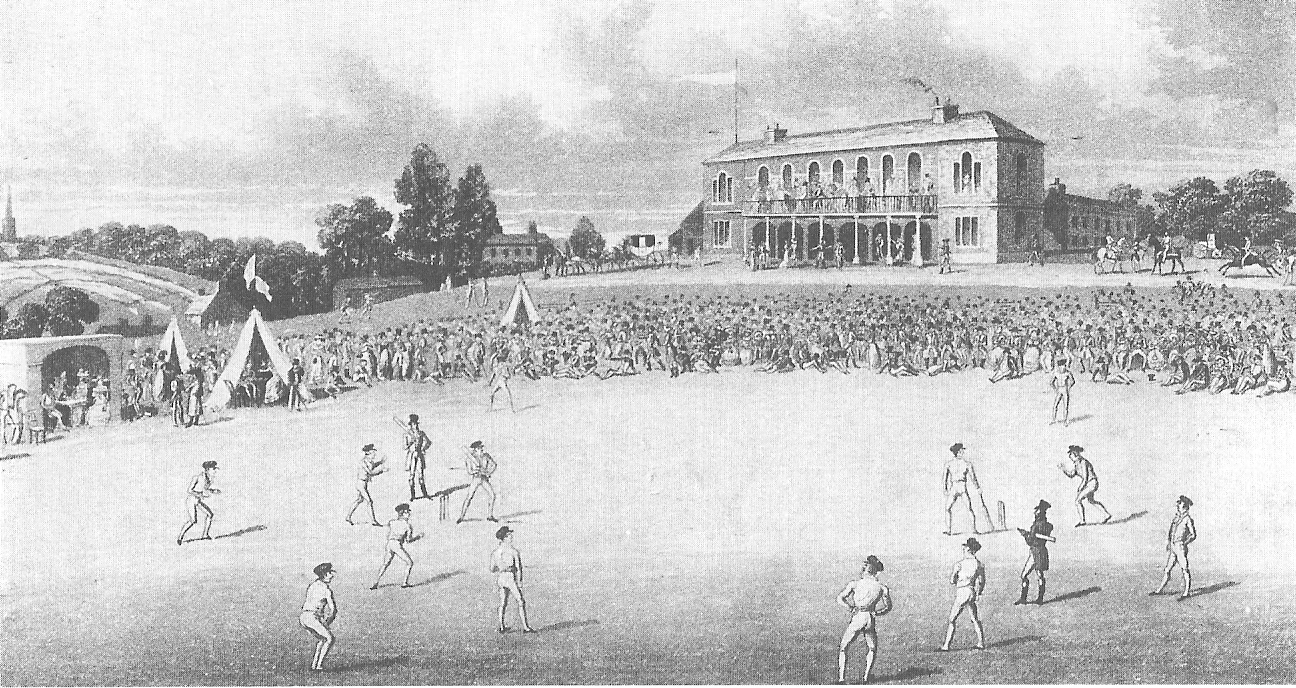
Una partita di cricket al Darnall, casa della squadra The Wednesday Cricket Club.

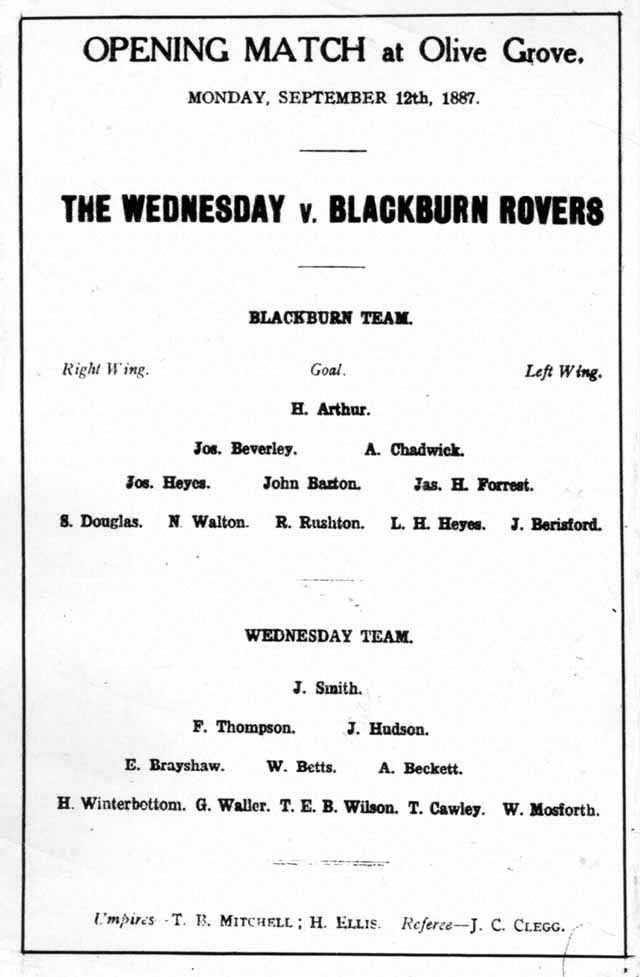
Volantino indicante una partita del Wednesday contro il Blackburn Rovers il 12 settembre 1887 all'Olive Grove.

Il club nacque come società di cricket nel 1820 e prese il nome di The Wednesday Cricket Club (nome dovuto al giorno in cui la squadra giocava i propri incontri). Il 4 settembre 1867, dopo una riunione che si svolse all'Adelphi Hotel, venne fondata una società calcistica che avrebbe partecipato al campionato durante i mesi invernali. Giocarono la loro prima partita contro la squadra The Mechanics il 19 ottobre dello stesso anno.
Diventò subito evidente come la squadra di calcio avrebbe pian piano superato d'importanza quella di cricket. Il 1º febbraio 1868, il Wednesday giocò la sua prima gara ufficiale nella Cromwell Cup insieme ad altre tre squadre professionistiche. Vinsero la coppa battendo in finale al Bramall Lane il Garrick per 1-0 dopo i tempi supplementari.
Charles Clegg si aggregò al Wednesday nel 1870, iniziando un rapporto che sarebbe durato per tutta la sua vita e che lo porterà a diventare il presidente del club. Venne eletto anche presidente della Football Association e soprannominato "il Napoleone del calcio". Clegg fu titolare nella prima partita internazionale dell'Inghilterra contro la Scozia nel novembre del 1872, diventando così il primo giocatore internazionale del Wednesday. Nel 1876 venne acquistato lo scozzese James Lang, riconosciuto come il primo giocatore professionista d'Inghilterra.
Con il passare degli anni molte cose cambiarono all'interno del club. Nel 1882 la squadra di cricket e quella di calcio si separarono; la squadra di cricket scomparve successivamente nel 1925. La squadra di calcio, d'altro canto, diventò professionistica a tutti gli effetti nel 1887 dopo la pressione dei giocatori che minacciavano di andare a giocare in altre squadre. Lo Sheffield Wednesday vinse la sua prima partita da club professionista contro The Mechanics imponendosi con un netto 3-0.

### Club professionistico
Quando il club diventò professionista disputò le proprie partite casalinghe non più al Bramall Lane ma al nuovo stadio chiamato Olive Grove. Nel 1888 il club diventò membro fondatore della Football Alliance, competizione che vinse proprio nell'anno inaugurale raggiungendo inoltre anche la finale di FA Cup perdendo però per 6-1 contro il Blackburn Rovers al Kennington Oval di Londra. Nonostante avesse terminato la stagione seguente nelle parti basse dell'Alliance, il Wednesday fu comunque selezionato per partecipare alla Football League nel 1882. Vinse la FA Cup per la prima volta nel 1896, battendo il Wolverhampton Wanderers per 2-1 al Crystal Palace.
A causa di un ampliamento delle linee ferroviarie nella zona di Sheffield, venne comunicato al club che avrebbe dovuto spostarsi in un nuovo stadio per la stagione 1888-1900. Dopo una lunga e difficile ricerca, il club decise di comprare un terreno nel villaggio di Owlerton, che a suo tempo distava qualche miglia dai confini della città di Sheffield. La costruzione del nuovo stadio (adesso conosciuto come l'Hillsborough Stadium) venne completata in pochi mesi e il club fu al sicuro per i futuri cento anni. In un decennio molto proficuo, il Wednesday vinse il campionato per due volte rispettivamente nella stagione 1902-1903 e nel 1903-1904 e la FA Cup nuovamente nel 1907 battendo per 2-1 l'Everton ancora al Crystal Palace. Dopo questi successi, però, il club affrontò due decenni di sofferenza.
Il Wednesday fu quasi retrocesso nella stagione 1927-1928, ma con 17 punti nelle ultime 10 partite riuscì ad evitare il pericolo scalando la classifica dall'ultima posizione fino al quattordicesimo posto finale. La squadra, che vinse il campionato l'anno seguente (1928-1929), iniziò un ciclo che li vide arrivare sotto al terzo posto solamente una volta fino al 1936. Il periodo favorevole culminò col terzo successo assoluto del club in FA Cup nel 1935.

### Periodo del dopoguerra
Gli anni 50 videro il Wednesday incapace di lottare per una posizione di rilievo nell'élite del calcio inglese. Dopo aver raggiunto la promozione nel 1950, furono retrocessi tre volte, ma riuscirono a risalire immediatamente vincendo il campionato di seconda divisione. Il decennio si chiuse però con l'arrivo della squadra nella parte alta della classifica di prima divisione per la prima volta dopo la fine della seconda guerra mondiale.
Seguirono dieci anni molto positivi per il club che restò costantemente in First Division, compresa una finale di FA Cup nel 1966 - curiosamente il Wednesday giocò tutte le partite ad eliminazione diretta fuori casa - persa per 3-2 contro l'Everton. Fuori dal rettangolo di giocò, però, il club fu coinvolto nello scandalo delle scommesse del 1964 nel quale tre dei loro giocatori, Peter Swan, David Layne e Tony Kay, furono accusati di aver truccato una partita scommettendo contro la propria squadra in una partita giocata fuori casa contro l'Ipswich Town. I tre vennero arrestati dalla polizia e, in seguito al loro rilascio, furono radiati dal calcio a vita. Ai tre venne però sospesa la pena nei primi anni settanta con Swan e Layne che tornarono nelle file del Wednesday, disputando poche partite.
Il Wednesday venne retrocesso nella stagione 1969-70, anno che coincise con il periodo più buio nella storia del club. Seguì infatti una triste retrocessione nella Third Division, campionato a cui il club non aveva mai partecipato prima d'ora, in cui il Wednesday restò per ben cinque anni. Nel 1976 il club rischiò addirittura la retrocessione nella Fourth Division ma, grazie ad una decisa ripresa sotto la guida di Jack Charlton prima e Howard Wilkinson poi, e con l'aiuto dell'allenatore Tony Toms, il Wednesday ritornò nel 1984 nella First Division.

### Alti e bassi

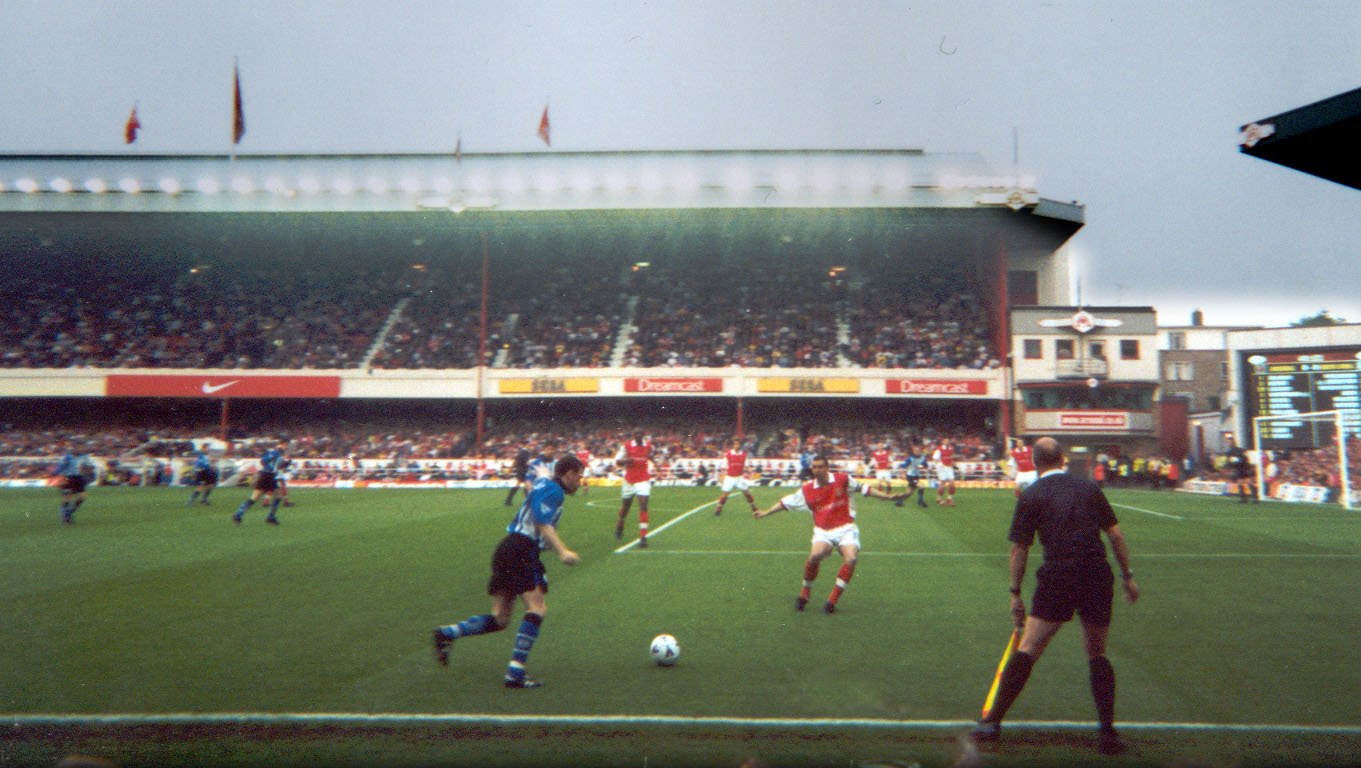
Gli Owls durante la loro ultima partita in Premier League: un 3-3 ad Highbury contro l'Arsenal.

Lo Sheffield Wednesday trascorse la maggior parte degli anni 80 e 90 nella parte alta del calcio inglese. Nonostante la stagione 1990-91 sia stata l'unica nella quale il club non partecipò alla First Division a causa di una retrocessione, viene ricordata positivamente dai tifosi degli Owls per il pronto ritorno ai vertici della classifica sotto la guida di Ron Atkinson e per la conquista della League Cup contro il Manchester United guidato da Alex Ferguson, a distanza di cinquant'anni dall'ultimo trofeo. La vittoria della League Cup fu l'ultimo trionfo in questa competizione da parte di un club che non lotta per la conquista del titolo. La stagione seguente vide il club terminare il campionato in terza posizione. Il 1992-93, invece, decretò lo Sheffield Wednesday come uno dei club più importanti d'Inghilterra a causa delle loro quattro partite disputate a Wembley: una finale di League Cup e una semifinale, una finale e un replay nella FA Cup. Nella semifinale della FA Cup, gli Owls batterono in una storica partita i rivali cittadini dello Sheffield United per 2-1. Tuttavia, il club fallì nell'obiettivo di vincere un trofeo in seguito alle sconfitte in finale di League Cup e FA Cup entrambe per 2-1 ed entrambe per mano dell'Arsenal, l'ultima delle quali con un gol di Andy Linighan nei minuti finali dei supplementari del replay della finale.

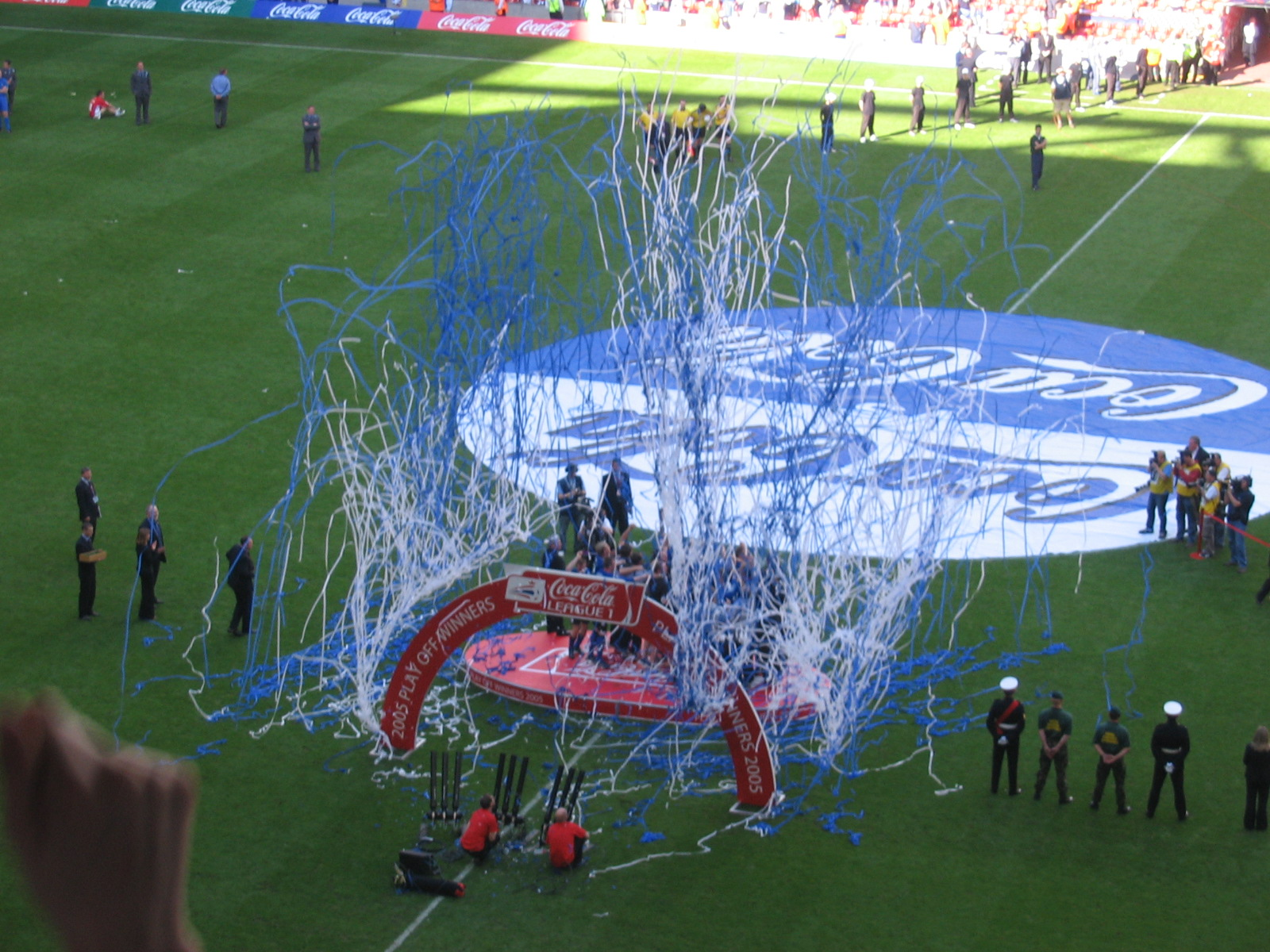
Il Wednesday alza il trofeo dei playoff della League One nel 2005.

La fortuna calcistica del Wednesday venne però a mancare quando una serie di manager fallì nel compito di mantenere la squadra nelle parti alte della classifica. Infatti sia David Pleat prima che Danny Wilson poi investirono un consistente budget finanziario per costruire una squadra che però non si rivelò mai all'altezza delle aspettative. La conseguenza di queste spese fu l'avvento di numerosi debiti sulle spalle del club di Hillsborough. Danny Wilson venne esonerato nel marzo del 2000 e il suo assistente Peter Shreeves prese momentaneamente il controllo della squadra ma non fu in grado di evitare la retrocessione. Il periodo buio continuò nella Division One e dopo numerosi cambi in panchina venne assunto Chris Turner che riuscì a risvegliare la squadra. Tuttavia, gli Owls non riuscirono a battere il Brighton & Hove Albion nella penultima gara della stagione 2002-03, partita che costò un'altra retrocessione, questa volta in League One
Dopo aver evitato a malapena un'altra retrocessione nel 2003-04 e dopo una scarsa partenza nel 2004-05, Turner venne rimpiazzato da Paul Sturrock, ex allenatore del Southampton. Egli riuscì a rivitalizzare il Wednesday che finì la stagione 2004-05 al quinto posto qualificandosi per i playoff promozione. Oltre quarantamila tifosi degli Owls raggiunsero Cardiff dove videro la loro squadra battere per 4-2 nei supplementari l'Hartlepool United al Millennium Stadium, sancendo così il ritorno in Championship. Sturrock portò la squadra alla salvezza nel 2005-2006 ma venne esonerato dopo un brutto inizio di stagione nel 2006-07 e venne rimpiazzato da Brian Laws che portò il club fino al nono posto finale dopo aver avuto una grande chance di raggiungere i playoff nella penultima partita della stagione. La stagione seguente vide la peggior partenza di sempre da parte del Wednesday con sei sconfitte in altrettante partite. Il presidente Dave Allen rassegnò le proprie dimissioni nel novembre del 2007 e il Wednesday evitò la retrocessione vincendo l'ultima partita del campionato. Gli Owls migliorarono il proprio piazzamento nella stagione 2008-09 terminando dodicesimi con il miglior record casalingo di punti in campionato. Alla metà della stagione 2009-10, lo Sheffield Wednesday esonerò Brian Laws che venne rimpiazzato da Alan Irvine. Nell'ultima giornata di campionato, il Wednesday, che necessitava di una vittoria per rimanere nella categoria, pareggiò 2-2 in casa contro il Crystal Palace e venne retrocesso in League One.
Tra il luglio e il novembre 2010, lo Sheffield Wednesday dovette affrontare una serie di problemi giudiziali a causa di alcune tasse non pagate dal club. Il 29 novembre 2010, l'imprenditore serbo Milan Mandarić ufficializzò di aver comprato il club. L'acquisto venne però completato il 14 dicembre 2010, quando durante un'assemblea straordinaria il 99.7% dei contribuenti del club votò di cedere il club a Milan Mandarić e alla sua compagnia UK Football Investments per 1£. Nel contratto d'acquisto, però, era chiaramente espresso che Mandarić si sarebbe dovuto fare carico di tutti i debiti in cui versava il club. Il 3 febbraio 2011, Alan Irvine venne esonerato dopo una sconfitta per 5-3 in casa del Peterborough dopo che il Wednesday era in vantaggio per 3-2 ad un quarto d'ora dalla fine. Il suo sostituto è stato scelto in Gary Megson.
Nel 2012 la squadra si è classificata al secondo posto in League One, sopravanzando di due lunghezze i rivali cittadini dello Sheffield United ed ottenendo così la promozione in Football League Championship. a distanza di tre anni dall'ultima apparizione. Da allora milita con alterne fortune (ha disputato alcune stagioni di buon livello, arrivando a disputare la finale dei play-off promozione, poi persa nel 2015-2016 contro lo Hull City e concludendo al 4º posto nel 2016-2017 nella seconda divisione del calcio inglese.
Una nuova retrocessione in League One arriva al termine della stagione 2020-2021, nella quale lo Sheffield Wednesday chiude il campionato in ultima posizione. Due anni dopo, nel 2023, la squadra è nuovamente promossa in Championship.

## Origini del nome e del soprannome
Lo Sheffield Wednesday è l'unica squadra calcistica inglese con un giorno della settimana nel proprio nome.
Il club inizialmente era una squadra di cricket chiamata The Wednesday Cricket Club, nome dovuto al giorno di riposo infrasettimanale in cui gli artigiani che componevano la squadra inizialmente disputavano le partite. La squadra di calcio venne fondata per tenere le squadre unite ed allenate durante i mesi invernali.
Il club, in seguito, si chiamò The Wednesday Football Club fino al 1929, quando furono ufficialmente rinominati Sheffield Wednesday Football Club sotto l'amministrazione di Robert Brown. Saltuariamente oggigiorno ci si riferisce ancora alla squadra chiamandola semplicemente The Wednesday. Tuttavia il nome Sheffield Wednesday risale al 1883: il vecchio stadio della squadra, l'Olive Grove, recitava quel nome sul tetto della struttura.
Il soprannome originario del Wednesday fu The Blades (Le lame), un nome diffuso per le squadre di Sheffield durante il diciannovesimo secolo a causa delle numerose industrie d'acciaio presenti sul territorio e che oggi è diventato il soprannome dei loro rivali cittadini: lo Sheffield United. All'inizio del ventesimo secolo, quando un giocatore si presentò con un gufo come mascotte per onorare il loro stadio a Owlerton, adiacente a Hillsborough, il club venne ufficialmente soprannominato The Owls (I gufi).

## Colori e simboli

### Colori
Sin dalla sua fondazione il club ha indossato, per le gare casalinghe, una maglia a strisce verticali bianche e blu. Tuttavia ci furono delle variazioni durante gli anni. Una foto in bianconero del 1874-75 mostra il Wednesday indossare una maglia completamente scura, mentre nel 1871 usarono sì una maglia a strisce biancoblu ma questa volta orizzontali. Una quarta maglia con disegno bianco e blu venne usata nel 1887, mentre una maglia blu con maniche bianche venne utilizzata tra il 1965 e il 1973. Quest'ultima maglia avrebbe sicuramente ricevuto maggior notorierà se il Wednesday non avesse giocato tutte le partite di FA Cup fuori casa. Quando arrivò in finale, al club venne posta la scelta della maglia e per scaramanzia venne scelta quella da trasferta; a fine primo tempo gli Owls conducevano per 2-0, ma nella ripresa l'Everton riuscì a ribaltare il risultato e ad aggiudicarsi la sfida per 3-2.
I tifosi del Wednesday, superstiziosamente, credono che quando la squadra abbandona la tradizionale maglia a strisce verticali biancoblu in favore di qualche altro disegno sia portata ad avere una stagione sotto le aspettative. Tuttavia, in un'era dedita alle numerose decisioni di marketing che influenzano le scelte societarie, il club mantiene costantemente il disegno della maglia originale.
La maglia di casa è solitamente accompagnata dai pantaloncini color nero o, recentemente, blu. Ci fu un periodo nel quale optarono per giocare coi i pantaloncini bianchi, specialmente per evitare di confondere la tenuta di casa con quella dei giocatori ospiti. Le calze usate, invece, sono di color bianco e blu a strisce orizzontali, ma recenti cambiamenti vedono anche la versione tutta blu o tutta bianca.
D'altro canto, la divisa usata in trasferta cambia regolarmente di anno in anno, ma la più usata ultimamente è una maglia tutta gialla. Tradizionalmente la maglia da trasferta per molti club, comprendenti anche il Wednesday, era di color bianco. Altri colori usati per la maglia da trasferta sono il nero, l'argento, il verde e l'arancio. Venne sempre evitata la maglia di color rosso a causa del colore scelto per i numeri dei giocatori, anch'esso rosso.
Lo sponsor tecnico Lotto terminò il suo contratto con gli Owls alla fine della stagione 2008-09 e le nuove maglie furono realizzate dalla Puma, vecchio sponsor tecnico in Premier League. La maglia di casa per le stagione 2010-11 è quella classica: a strisce bianche e blu verticali, pantaloncini neri e calzettoni blu scuro; la maglia da trasferta, invece, è nera a righine verticali gialle e pantaloncini e calze nere.

### Simboli ufficiali

#### Stemma

Stemma dal 1999 al 2016.

Sin dal loro trasferimento a Owlerton, il gufo è diventato lo stemma del Wednesday. Nel 1956 venne introdotto il simbolo originario del club consistente in uno scudo al cui interno compare un gufo arrampicato su un ramo. La White Rose of York venne raffigurata sotto il ramo alludendo alla contea nativa dello Yorkshire e ai covoni di Sheffield (sheaf field, ovvero terra dei covoni), che vennero posizionati sia a sinistra che a destra della testa del gufo. Il motto del club, in latino, recita Consilio et Animis ("con saggezza e coraggio") ed è posizionato sotto lo scudo. In inglese la frase viene tradotta in "By Wisdom and Courage".
Lo stemma venne cambiato nel 1970 con un gufo rimpicciolito e stilizzato con occhi e testa tonda, arrampicato sulle lettere S.W.F.C. Numerosi colori vennero usati per rappresentare questo simbolo, ma cambiavano esclusivamente in base al colore della maglietta utilizzata. I colori comunemente usati erano comunque il nero e il giallo. Questa versione rimase in uso fino agli anni settanta e ottanta prima di essere rimpiazzata nel 1995.
Il nuovo simbolo si rifece ad un disegno simile all'originale. Vide comparire ancora un gufo arrampicato su un ramo sebbene entrambi gli elementi cambiarono aspetto. I covoni vennero rimpiazzati da un logo stilizzato che riportava le lettere SWFC, scritta in uso in alcuni prodotti ufficiali del merchandise anni prima del rilascio di questo nuovo stemma. La rosa dello Yorkshire venne spostata sopra la testa del gufo per fare spazio alla scritta Sheffield Wednesday. La parola Hillsborough venne posizionata nella parte alta del disegno. Il motto del club non comparve nel nuovo disegno. Il tutto venne ricoperto da un nuovo tipo di scudo. Il simbolo rimase però in uso solamente per poche stagioni, durante le quali comparvero alcune versioni con differenti colorazioni come quella bianca con strisce blu e a colori invertiti. Recentemente il tipo di scudo è rimasto ma il disegno del gufo è stato cambiato, ancora una volta, con la versione stilizzata, riportando alla memoria lo stemma usato negli anni 70. L'unico cambiamento recente fu l'aggiunta del simbolo del copyright nel 2002.
Nel 2016 la società ha riadottato l'emblema originario del 1956, con minime modifiche.

#### Mascotte
Durante gli anni, nelle partite casalinghe, lo Sheffield Wednesday ha avuto diverse mascotte raffiguranti il gufo. Originariamente si chiamava Ozzie the Owl (Ozzie il gufo) e successivamente vennero aggiunti altri due gufi, Baz & Ollie. Tutti e tre vennero rimpiazzati nel 2006 da Barney Owl (il gufo Barney), un gufo molto simile ai precedenti ma con occhi ritoccati per farlo sembrare più dolce. Ozzie Owl venne nuovamente introdotto come mascotte durante una gara casalinga contro il Charlton Athletic, il 17 gennaio 2009.

## Stadio
Gli Owls giocano le partite casalinghe all'Hillsborough Stadium, situato nel sobborgo nord-ovest di Sheffield, ovvero l'omonima Hillsborough. Lo stadio ha 34.835 posti a sedere e venne costruito nel 1899 quando terminò il contratto col precedente stadio, l'Olive Grove.

## Società

### Sponsor
- 1981–1984 — Crosby Kitchens
- 1984–1986 — MHS
- 1986–1988 — Finlux TV
- 1988–1991 — VT Plastics
- 1991 — ASDA (durante la finale di League Cup del 1991)
- 1991–1992 — Mr Tom
- 1992–2000 — Sanderson
- 2000–2003 — Chupa Chups
- 2003–2005 — Napoleons Casino
- 2005–2009 — PlusNet Broadband
- 2009–2011 — Sheffield Children's Hospital

## Giocatori

### Vincitori di titoli
Campioni del mondo
- Ron Springett (Inghilterra 1966)

## Palmarès

### Competizioni nazionali
- Campionato inglese: 4

1902-1903, 1903-1904, 1928-1929, 1929-1930
- Coppa d'Inghilterra: 3

1895-1896, 1906-1907, 1934-1935
- Coppa di Lega inglese: 1

1990-1991
- Charity Shield: 1

1935
- Campionato inglese di seconda divisione: 5

1899-1900, 1925-1926, 1951-1952, 1954-1955, 1958-1959
- Football Alliance: 1

1889-1890
- Steel City Cup: 2

1993, 1995
- Cromwell Cup: 1

1868
- Warncliffe Charity Cup: 5

1879, 1882, 1883, 1886, 1888

### Competizioni regionali
- Sheffield and Hallamshire Senior Cup: 14

1876-1877, 1877-1878, 1880-1881, 1882-1883, 1886-1887, 1887-1888, 1894-1895, 1899-1900, 1901-1902, 1902-1903, 1906-1907, 1920-1921, 1921-1922, 1953-1954

### Competizioni giovanili
- Torneo di Cannes: 1

1956

## Tifoseria

### Gemellaggi e rivalità
La rivalità più accesa per i tifosi del Wednesday è quella con i concittadini dello Sheffield United, con cui da più di cento anni si contendono il predominio della città nel cosiddetto Steel City Derby. Di particolare rilevanza per i tifosi degli Owls fu la vittoria sui rivali cittadini ottenuta nel 1979 per 4-0, in una partita che viene ricordata come Boxing Day massacre, e nel corso della quale si registrò l'affluenza, record per un match di Third Division, di 49.309 spettatori.
Altre rivalità accese e limitrofe sono quelle con il Barnsley, il Leeds United, il Bradford City, l'Huddersfield Town, il Rotherham United, il Chesterfield ed il Doncaster Rovers.

## Rosa 2024-2025
Aggiornata al 6 febbraio 2025.
| N. |                        | Ruolo | Calciatore         |
| -- | ---------------------- | ----- | ------------------ |
| 1  | Inghilterra (bandiera) | P     | James Beadle       |
| 2  | Scozia (bandiera)      | D     | Liam Palmer        |
| 3  | Inghilterra (bandiera) | D     | Max Lowe           |
| 4  | Inghilterra (bandiera) | C     | Nathaniel Chalobah |
| 5  | Giamaica (bandiera)    | D     | Di'Shon Bernard    |
| 6  | Inghilterra (bandiera) | D     | Dominic Iorfa      |
| 8  | Svezia (bandiera)      | C     | Svante Ingelsson   |
| 9  | Giamaica (bandiera)    | A     | Jamal Lowe         |
| 10 | Scozia (bandiera)      | C     | Barry Bannan       |
| 11 | Inghilterra (bandiera) | C     | Josh Windass       |
| 12 | Canada (bandiera)      | A     | Ike Ugbo           |
| 13 | Scozia (bandiera)      | A     | Callum Paterson    |
| 14 | Spagna (bandiera)      | C     | Pol Valentín       |
| 17 | Inghilterra (bandiera) | A     | Charlie McNeill    |

| N. |                             | Ruolo | Calciatore      |
| -- | --------------------------- | ----- | --------------- |
| 18 | Inghilterra (bandiera)      | C     | Marvin Johnson  |
| 19 | Polonia (bandiera)          | C     | Olaf Kobacki    |
| 20 | Inghilterra (bandiera)      | D     | Michael Ihiekwe |
| 23 | Inghilterra (bandiera)      | D     | Akin Famewo     |
| 24 | Inghilterra (bandiera)      | A     | Michael Smith   |
| 26 | Inghilterra (bandiera)      | P     | Ben Hamer       |
| 27 | Tunisia (bandiera)          | D     | Yan Valery      |
| 30 | Inghilterra (bandiera)      | C     | Sean Fusire     |
| 41 | Francia (bandiera)          | D     | Djeidi Gassama  |
| 44 | Irlanda del Nord (bandiera) | C     | Shea Charles    |
| 45 | Paesi Bassi (bandiera)      | A     | Anthony Musaba  |
| 47 | Irlanda del Nord (bandiera) | P     | Pierce Charles  |
|    | Giappone (bandiera)         | D     | Ryō Hatsuse     |